# Лена Хорн
Лена Мері Калхун Хорн (30 червня 1917 - 9 травня 2010) була американською танцівницею, актрисою, співачкою та активісткою громадянських прав. Кар'єра Лени Хорн охопила понад сімдесят років, з'являючись у кіно, на телебаченні та в театрі. Хорн приєдналася до хору Клуб «Коттон», коли їй було 16 років  і почала виступати в нічних клубах, а потім переїхала до Голлівуду.
У серпні 1963 Хорн виступала за права людини і брала участь у Марші на Вашингтоні.  Пізніше вона повернулася до свого коріння — робота в нічному клубі та продовжила працювати на телебаченні, випускаючи добре прийняті альбоми. У березні 1980 року вона оголосила про свій відхід на пенсію, але наступного року знялася в шоу для однієї жінки «Лена Хорн: Леді та її музика», яке показало понад 300 вистав на Бродвеї. Потім вона гастролювала по країні в шоу, отримавши численні нагороди та похвали. Хорн продовжував записуватись і спорадично виступати в 1990-х роках.

## Раннє життя
Лена Хорн народилася в Bedford-Stuyvesant, Brooklyn.  Обидві сторони її родини були афроамериканцями . Вона належала до добре освіченого вищого прошарку темношкірих жителів Нью-Йорка того часу.  
Її батько, Едвін Флетчер «Тедді» Хорн молодший (1893–1970), колись власник готелю та ресторану, був азартним гравцем — він та «його партнер, азартний гравець і філантроп Гас Грінлі, володіли готелем Belmont на Вайлі-авеню , який покинув сім’ю, коли Лені було три роки, і переїхав до афроамериканської громади вищого середнього класу в районі Гілл у Піттсбурзі, штат Пенсильванія, де Лена приїхала жити з ним у  18 років . Її мати, Една Луїза Скоттрон, була актрисою чорношкірої театральної трупи і багато подорожувала. Бабуся Едни по материнській лінії, Амелі Луїза Ештон, походила з сучасного Сенегалу. Хорн виховували в основному її дідусь і бабуся, Кора Калхун і Едвін Хорн.
Коли Лені було п'ять, її відправили жити в Джорджію .  Кілька років вона подорожувала з мамою.  З 1927 по 1929 рік вона жила у свого дядька Френка С. Хорна . Він був студентським деканом молодшого індустріального інституту Форт-Веллі (нині частина державного університету Форт-Веллі ) у Форт-Веллі, штат Джорджія,  який пізніше працював радником президента Франкліна Делано Рузвельта .  З Форт-Веллі Хорн ненадовго переїхала до Атланти з матір'ю; вони повернулися до Нью-Йорка, коли Лені було дванадцять років, після чого дівчина навчалася в школі Святого Петра Клавера в Брукліні. 
Потім вона відвідувала середню школу для дівчаток у Брукліні, яка згодом стала середньою школою для хлопчиків і дівчаток ; вона кинула навчання, не отримавши диплома. У 18 років вона переїхала до  свого батька в Пітсбург, залишившись у Маленькому Гарлемі майже п’ять років і навчаючись музиці у корінних жителів Пітсбурга .

## Кар'єра

### Дорога в Голлівуд
Восени 1933 року Хорн приєдналася до хорової групи Cotton Club у Нью-Йорку. Навесні 1934 року вона зіграла головну роль у «Cotton Club Parade» з Аделаїдою Гол, яка взяла Лену під своє крило.  Лена Хорн вперше з'явилася на екрані як танцівниця в музичному короткометражному фільмі "Cab Calloway's Jitterbug Party"(1935). Кілька років потому Хорн приєдналася до оркестру Ноубла Сіссла, з яким вона гастролювала і з яким записала свої перші записи . Після того, як вона розлучилася зі своїм першим чоловіком, Лена Хорн гастролювала з лідером оркестру Чарлі Барнетом у 1940–1941 роках, але не любила подорожі та залишила групу, щоб працювати в Cafe Society в Нью-Йорку. Вона замінила Діну Шор як вокалістку популярного джазового серіалу каналу NBC The Chamber Music Society of Lower Basin Street . Хорн покинула шоу лише через шість місяців, коли її найняв колишній менеджер Cafe Trocadero (Лос-Анджелес) Фелікс Янг, щоб виступити в ревю в стилі Cotton Club-style на Sunset Strip у Голлівуді. 

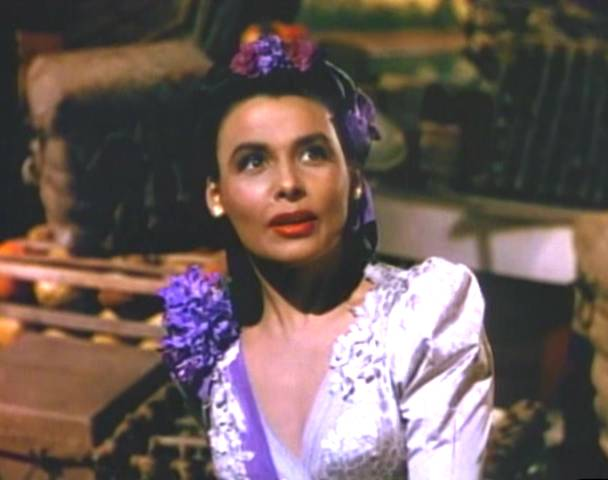
Хорн у ролі Julie LaVerne у міні-постановці Show Boat у фільмі «Поки пливуть хмари»(1946), співаючи « Can't Help Lovin' Dat Man »

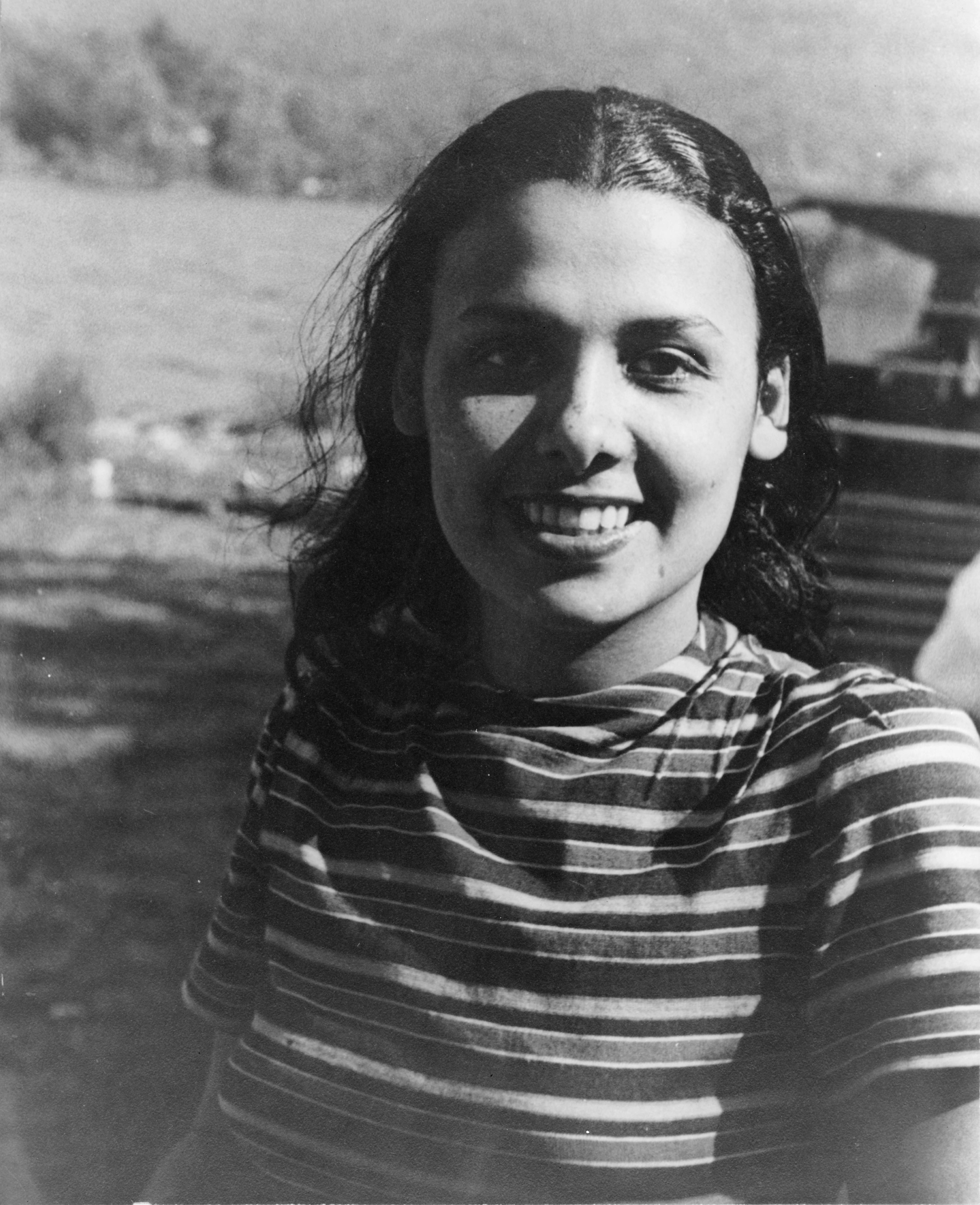
Лена Хорн, сфотографована Карлом Ван Вехтеном, 1941 рік

На рахунку Лени Хорн вже було два малобюджетних фільми: повнометражний мюзикл під назвою «Герцог — це вершина» ; і короткометражка з двома барабанами, Boogie Woogie Dream (1941), за участю піаністів Піта Джонсона та Альберта Аммонса . Пісні Лени Хорн з Boogie Woogie Dream пізніше були випущені окремо як звуки . Хорн дебютувала в голлівудському нічному клубі в Little Troc Фелікса Янга на Sunset Strip у січні 1942 року  Через кілька тижнів її підписав Metro-Goldwyn-Mayer . У листопаді 1944 року вона була показана в епізоді популярного радіо серіалу Suspense, як вигадана співачка нічного клубу, з великою ораторською роллю разом зі своїм співом. У 1945 і 1946 роках вона співала з оркестром Біллі Екстайна .
Вона дебютувала в Metro-Goldwyn-Mayer у Panama Hattie (1942) і виконала заголовну пісню «Stormy Weather »(1943), засновану на житті Аделаїди Гол, для 20th Century Fox, коли вона була позичена у MGM. Вона з'явилася в кількох мюзиклах MGM, у тому числі в «Хатині в небі » (1943) з повністю афроамериканським акторським складом. Інакше вона не була показана в головній ролі через її етнічну приналежність і той факт, що її фільми повинні були бути перемонтовані для показу в містах, де кінотеатри не показували б фільми з чорношкірими виконавцями. Як наслідок, більшість появ Хорн у фільмах були окремими серіалами, які не мали жодного відношення до решти фільму, тому монтаж не спричинив переривання сюжетної лінії. Один номер із «Хатини в небі» було вирізано перед релізом, оскільки цензори вважали його надто непристойним: Хорн співає «Ain't It the Truth», приймаючи пінну ванну. Ця сцена та пісня є у фільмі «That's Entertainment! III » (1994), де також був коментар Хорн про те, чому сцену було видалено до виходу фільму. 

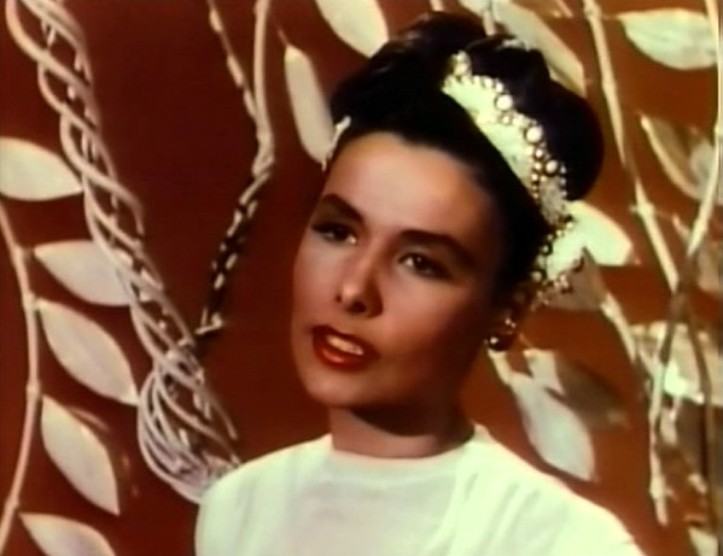
Хорн співає « Why Was I Born? » у Till the Clouds Roll By (1946)

У «Ziegfeld Follies » (1946) вона виконала «Love» Г’ю Мартіна та Ральфа Блейна . Хорн лобіювала роль Джулі Ла Верн у версії MGM Show Boat (1951), вона вже зіграла цю роль, коли фрагмент Show Boat був виконаний у Поки пливуть хмари, але програла роль Ава Гарднер, справжньому другу.  Хорн стверджувала, що це сталося через заборону Кодексу продюсерства на міжрасові стосунки у фільмах, хоча джерела MGM стверджують, що її ніколи не розглядали на роль. У документальному фільмі «That's Entertainment! III», Хорі заявила, що керівники MGM вимагали від Гарднер тренувати свій спів, використовуючи записи Хорн, що образило обох актрис. Зрештою, голос Гарднер був дубльований актрисою Аннет Воррен (Сміт) для кінотеатрів.

### Зміни напрямку
Хорн розчарувалася в Голлівуді і все більше зосереджувалася на своїй кар'єрі в нічному клубі. У 1950-х роках вона знялася лише у двох головних ролях у MGM: «Герцогиня Айдахо» (1950, який також став останнім фільмом Елеонор Пауелл ); і мюзикл « Зустрінь мене в Лас-Вегасі» (1956). Вона сказала, що «втомилася від того, що її зображали негром, який стоїть біля стовпа і співає пісню. Я робила це  занадто часто».  У 1950-х роках вона була внесена до чорного списку через свою причетність у 1940-х роках до підтримуваних комуністами груп. Згодом вона відмовилася від комунізму.   Вона повернулася на екран, зігравши Клер Кінтану, пані в борделі, яка виходить заміж за Річарда Відмарка, у фільмі « Смерть стрілецького стрілка» (1969), її перша драматична роль без прив’язки до її кольору шкіри.  Пізніше вона ще двічі з’явилася на екрані в ролі Глінди у фільмі «Чарівник » (1978), режисером якого був її тодішній зять Сідні Люмет, а також була співведучою ретроспективи MGM That’s Entertainment! III (1994), в якому вона розповіла про своє недобре ставлення з боку студії.
Покинувши Голлівуд, Лена Хорн була хедлайнером у клубах і готелях США, Канади та Європи, включаючи Sands Hotel у Лас-Вегасі, Cocoanut Grove у Лос-Анджелесі та Волдорф-Асторія у Нью-Йорку. У 1957 році концертний альбом під назвою Lena Horne at the Waldorf-Astoria став найбільш продаваним записом виконавиці в історії лейблу RCA Victor на той час. У 1958 році Хорн стала першою афроамериканкою, номінованою на премію « Тоні» за «Найкращу жіночу роль у мюзиклі» за роль у мюзиклі « Каліпсо » Ямайка  .

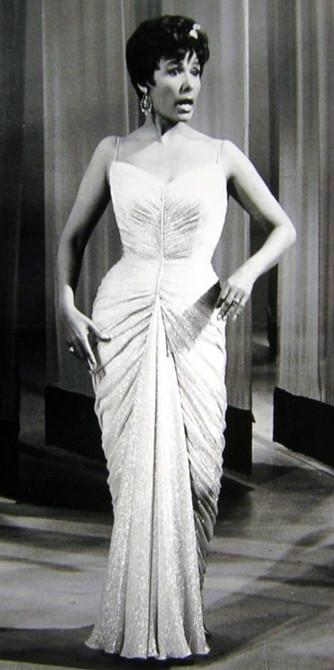
Хорн виступає на The Bell Telephone Hour, 1965 рік

Хорн знялася у своєму власному телевізійному випуску у 1969 році, Monsanto Night Presents Lena Horne. Протягом цього десятиліття художник Піт Хоулі написав її портрет для RCA Victor, передавши настрій її стилю виконання.
У 1970 році вона знялася з Гаррі Белафонте в годинному спеціальному серіалі « Гаррі та Лена » для ABC; у 1973 році вона зіграла разом з Тоні Беннетом у фільмі « Тоні та Лена ». Згодом Хорн і Беннетт гастролювали в США і Великобританії в спільному шоу. У 1976 році в програмі America Salutes Richard Rodgers вона заспівала довгу збірку пісень Роджерса з Пеггі Лі та Віком Деймоном . Хорн також кілька разів виступав на шоу Фліпа Вілсона. Крім того, Хорн зіграла саму себе в таких телевізійних програмах, як «Шоу Маппет», « Вулиця Сезам » і « Сенфорд і син » у 1970-х роках, а також у 1985 році в «Шоу Косбі» та в 1993 році в «Іншому світі ». Влітку 1980 року 63-річна Лена Хорн, яка мала намір піти з шоу-бізнесу, розпочав двомісячну серію благодійних концертів, спонсорованих жіночим клубом Delta Sigma Theta . Ці концерти були представлені як прощальний тур Лени, але її відхід тривав менше року.
13 квітня 1980 року Хорн, Лучано Паваротті та ведучий Джин Келлі мали з’явитися на гала-виставі в Метрополітен-опера, щоб привітати балетну компанію Джоффрі в центрі Нью-Йорка. Однак  Паваротті не зміг з'явитися. Джеймс Недерландер був запрошеним почесним гостем і зауважив, що лише троє людей у аншлаговому залі Метрополітен-опери попросили повернути свої гроші. Він попросив познайомити його з Хорн після її виступу. У травні 1981 року The Nederlander Organisation, Майкл Фрейзер і Фред Уокер продовжили бронювання Лени Хорн для чотиритижневого виступу в нещодавно названому театрі Nederlander Theatre. Шоу мало миттєвий успіх і було продовжено до цілого року, що принесло Хорн спеціальні нагороди.  Пізніше вона виконала все шоу знову, щоб записати його для телевізійної трансляції та домашнього відео. Через кілька днів Хорн розпочала тур у Тенглвуді  на вихідних 4 липня 1982 року. До 17 червня 1984 року The Lady and Her Music здійснили тур по 41 місту США та Канади. Вона грала у Лондоні протягом місяця в серпні і завершила свій показ у Стокгольмі, Швеція, 14 вересня 1984 року. У 1981 році вона отримала спеціальну нагороду «Tony» за шоу, яке також зіграла в 1984 році в театрі Адельфі в Лондоні  . Незважаючи на значний успіх шоу (Хорн досі тримає рекорд за найтривалішою сольною виставою в історії Бродвею), вона не скористалася відновленням інтересу до своєї кар’єри, розпочавши багато нових музичних проектів. Запропонований у 1983 році спільний проект запису між Хорн та Френком Сінатрою (продюсером якого був Квінсі Джонс ) був зрештою скасований, і її єдиним студійним записом десятиліття став The Men in My Life 1988 року, що включає дуети з Семмі Девісом молодшим і Джо Вільямсом . У 1989 році вона отримала премію « Греммі» за життєві досягнення .
У 1995 році був випущений «живий» альбом, що записав виступ Лени Хорн в Supper Club (згодом отримала премію «Греммі» за найкращий джазовий вокальний альбом). У 1998 році Хорн випустила ще один студійний альбом під назвою Being Myself . Згодом Лена Хорн припинила виступи та майже не стала публічною, хоча повернулася до студії звукозапису в 2000 році, щоб додати вокальні треки до альбому Саймона Ретла Classic Ellington . 

## Боротьба за громадянські права

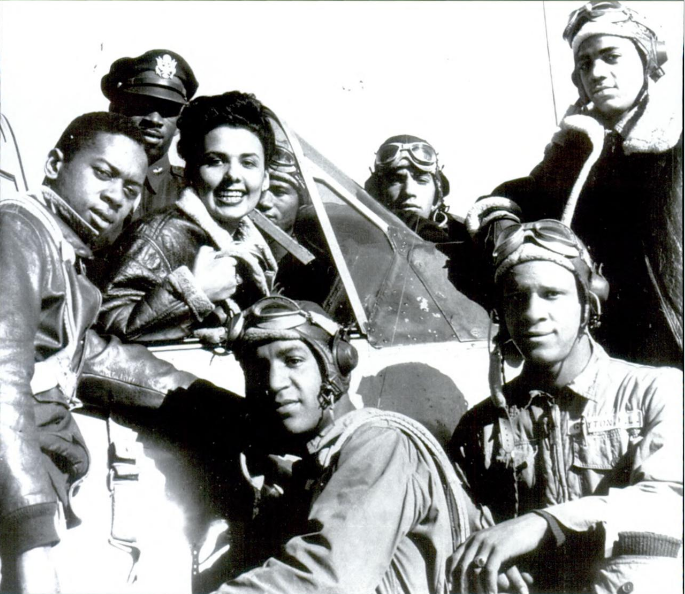
Лена Хорн позує з авіаторами Таскігі в Таскігі, штат Алабама, під час Другої світової війни.

Хорн довгий час брала участь у Русі за громадянські права . У 1941 році вона співала в Café Society, першому комплексному закладі Нью-Йорка, і працювала з Полом Робсоном . Під час Другої світової війни, розважаючи війська для USO, вона відмовилася виступати «для окремої аудиторії або для груп, у яких німецькі військовополонені сиділи перед чорношкірими військовослужбовцями».  Оскільки армія США відмовилася дозволити інтегровану аудиторію, вона поставила своє шоу для змішаної аудиторії чорношкірих американських солдатів і білих німецьких військовополонених. Побачивши, що чорні солдати були змушені сісти на задні сидіння, вона зійшла зі сцени в перший ряд, де сиділи чорні війська, і виступила з німцями позаду неї. Однак під час її смерті USO помітила, що Хорн дійсно «багато гастролювала з USO під час Другої світової війни на Західному узбережжі та на Півдні».  Організація також вшанувала її появу в програмах радіослужби збройних сил « Jubilee », « GI Journal » і « Command Performances ».  У фільмі « Штормова погода » (1943) Лена Хорн виконувала головну пісню фільму під час великого шоу зірок для солдатів Другої світової війни.  Після виходу з USO в 1945 році Хорн сама фінансувала тури військовими таборами. 
Вона була на мітингу NAACP разом з Медгаром Еверсом у Джексоні, штат Міссісіпі, за вихідні до того, як Еверса було вбито. Вона була на Марші на Вашингтон, виступала та виступала від імені NAACP, SNCC і Національної ради негрянських жінок . Вона також працювала з Елеонор Рузвельт у спробах прийняти закони проти самосуду .  Том Лерер згадує її у своїй пісні «Тиждень національного братства» у рядку «Lena Horne and Sheriff Clark are dancing cheek to cheek», маючи на увазі (іронічно) її та шерифа Джима Кларка з Сельми, штат Алабама, який був відповідальним за насильство напад на марші громадянських прав у 1965 році. У 1983 році NAACP нагородила її медаллю Спінгарна . 
Хорн була зареєстрованою демократкою, і 20 листопада 1963 року вона разом із головою Національного комітету Демократичної партії (DNC) Джоном Бейлі, Керол Лоуренс, Річардом Адлером, Сідні Саломоном, віце-головою DNC Маргарет Б. Прайс та секретарем DNC Дороті Вреденбург Буш відвідала Джона Ф. Кеннеді в Білому домі  за два дні до його вбивства.

## Особисте життя

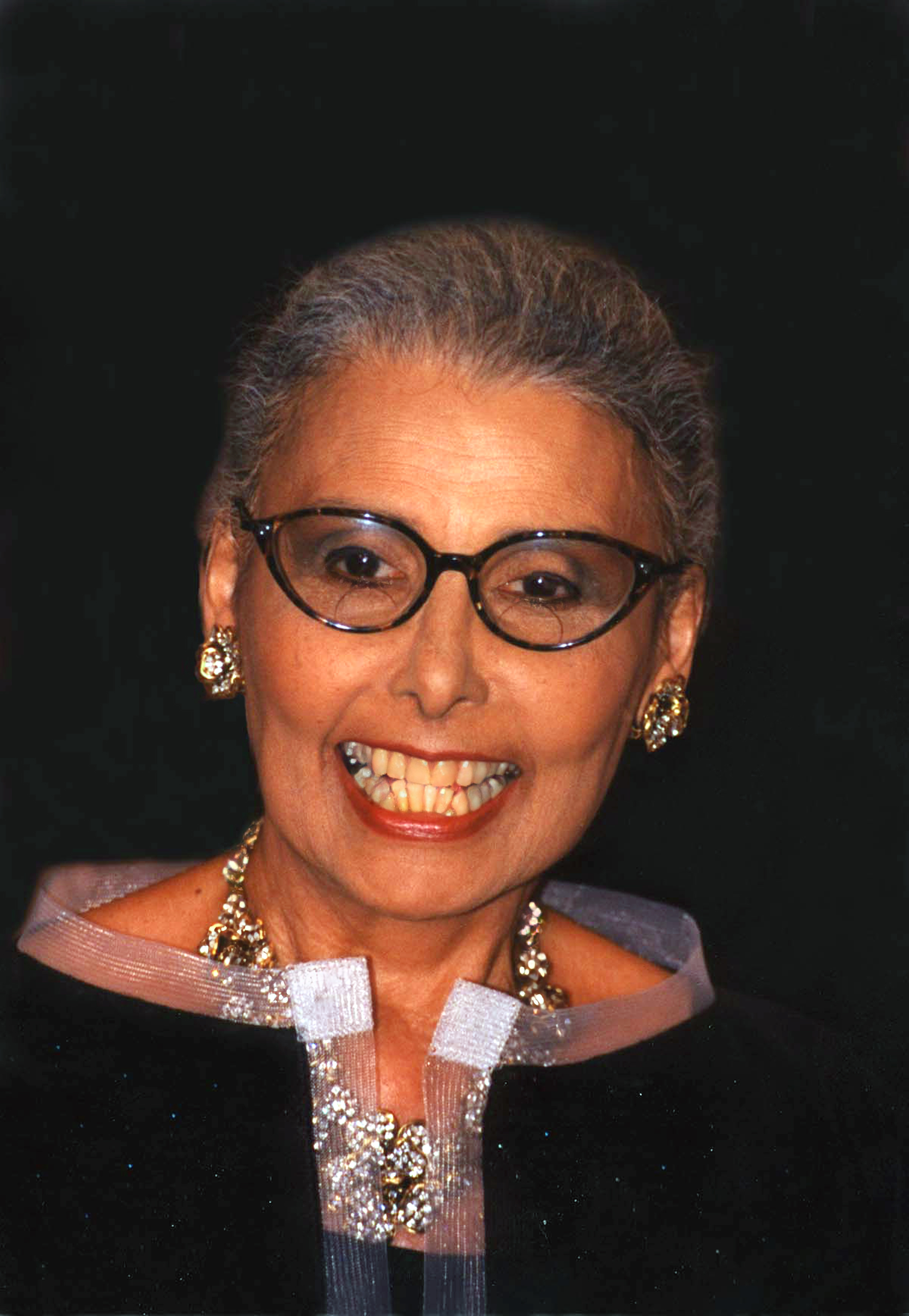
Хорн на вечірці з нагоди її 80-річчя, 1997 рік

Лена Хорн вийшла заміж за Луїса Джордана Джонса, політичного діяча,   у січні 1937 року в Пітсбурзі . 21 грудня 1937 року у них народилася донька Гейл (пізніше відома як письменниця Гейл Люмет Баклі). У них був син Едвін Джонс (1940–1970), який помер від хвороби нирок .  Хорн і Джонс розлучилися в 1940 році і розлучилися в 1944 році. Другий шлюб Хорн з Ленні Хейтоном, який був музичним керівником і одним із головних музичних диригентів і аранжувальників MGM, відбувся в грудні 1947 року в Парижі. Вони розлучилися на початку 1960-х. Помер у 1971 році  .  Пізніше вона зізналася в інтерв'ю журналу Ebony (травень 1980), що вийшла заміж за Хейтона, щоб просунути свою кар'єру та подолати колірний бар'єр у шоу-бізнесі, але «навчилася дуже любити його». 
У Хорн були романи з давнім чемпіоном у важкій вазі Джо Луїсом і акторами Арті Шоу, Орсоном Уеллсом, а також режисером Вінсенте Мінеллі . 
У Хорн також були довгі та близькі стосунки з Біллі Стрейхорном, за якого вона сказала, що вийшла б заміж, якби він був гетеросексуалом.  Він також був для неї важливим професійним наставником. Сценаристка Дженні Люмет, відома своїм нагородженим сценарієм « Рейчел виходить заміж », є онукою Хорн, донькою режисера Сідні Люмета та дочки Горна Гейл. 
Хорн була католиком .   З 1946 по 1962 рік вона проживала в Сент-Олбансі, Квінс, Нью-Йорк, анклаві заможних афроамериканців, де її сусідами були Каунт Бейсі, Елла Фіцджеральд та інші світила джазу.  У 1980-х роках вона переїхала на п’ятий поверх готелю Volney, який перетворився на кооператив . 

## Смерть
Лена Хорн померла від застійної серцевої недостатності 9 травня 2010 року  . Її похорон відбувся в церкві Св. Ігнатія Лойоли в Нью-Йорку.  Тисячі зібралися, серед присутніх були: Леонтайн Прайс, Діонн Ворвік, Лайза Міннеллі, Джессі Норман, Сіселі Тайсон, Дайан Керролл, Леслі Уггамс, Лорен Беколл, Роберт Осборн, Одра Макдональд і Ванесса Вільямс . Її останки були кремовані. 

## Спадщина
У 2003 році телеканал ABC оголосив, що Джанет Джексон зіграє роль Лени Хорн в телевізійному біографічному фільмі. Проте протягом кількох тижнів після фіаско Джексона під час Суперкубку 2004 року Variety повідомила, що Хорн вимагала виключити Джексона з проекту. Згідно зі звітом Associated Press, керівники ABC чинили опір вимогам Хорн, але представники Джексона повідомили торговій газеті, що вона добровільно пішла після того, як Хорн і її дочка Гейл Люмет Баклі попросили її не брати участі. У 2005 році під час інтерв’ю на «Шоу Опри Вінфрі» Опра Вінфрі заявила Алісії Кіз, що вона, можливо, подумає продюсувати байопік сама, вибравши Кіза на роль Хорн. 
У січні 2005 року Blue Note Records, її лейбл протягом більше десяти років, оголосив, що «було нанесено останні штрихи на колекцію рідкісних і неопублікованих записів легендарної Хорн, зроблених під час її роботи в Blue Note». Ремікси, зроблені її давнім продюсером Родні Джонсом, показали Хорн з неймовірно безпечним голосом для жінки її років, а також версії таких фірмових пісень, як « Something to Live For », « Chelsea Bridge » і « Stormy Weather ».  Альбом, спочатку названий Soul, але перейменований на Seasons of a Life, був випущений 24 січня 2006 року. У 2007 році Горн зіграла Леслі Уггамс у ролі старшої Лени та Ніккі Кроуфорд у ролі молодшої Лени в сценічному мюзиклі Stormy Weather, поставленому в Pasadena Playhouse в Каліфорнії (січень-березень 2009 року). У 2011 році Хорн також зіграла актриса Райан Джилліан у моноспектаклі під назвою « Записки з Хорна», який ставився на студії Сьюзан Бетсон у Нью-Йорку з листопада 2011 по лютий 2012. 83-я церемонія вручення премії «Оскар» вшанувала Хорн актрисою Геллі Беррі на церемонії, що відбулася 27 лютого 2011 року. 
У 2018 році почала випускатися навічна марка із зображенням Хорн; це зробило Хорн 41-м лауреатом у серії марок Black Heritage. 
У червні 2021 року гурт Prospect Park у Брукліні було перейменовано в Bandshell Лени Хорн на честь Лени Хорн, уродженки Брукліна Бед-Стуй, і на знак солідарності з чорношкірою спільнотою. 
У червні 2022 року організація Nederlander оголосила, що бродвейський театр Брукса Аткінсона буде перейменовано на її честь пізніше того ж року.  1 листопада 2022 року відбулося відкриття намету театру. Театр тепер називається Lena Horne Theatre, що означає, що Хорн стала першою темношкірою жінкою, на честь якої названо бродвейський театр.   

## Нагороди

### Нагороди Греммі
| 1961                                          | Lena Horne at the Sands                             | Найкращий альбом вокального виконання, жіночий      | Номінант |
| 1962                                          | Porgy and Bess                                      | Найкраще сольне вокальне виконання, жінка           | Номінант |
| 1981                                          | Lena Horne: The Lady and Her Music                  | Найкраще поп-вокальне виконання, жінка              | Виграла  |
| 1981                                          | Lena Horne: The Lady and Her Music                  | Найкращий акторський альбом                         | Виграла  |
| 1988                                          | The Men in My Life                                  | Найкраще джазове вокальне виконання                 | Номінант |
| 1988                                          | \| "I Won't Leave You Again" (with Joe Williams) \| | Найкраще джазове вокальне виконання, дует або група | Номінант |
| 1989                                          |                                                     | Премія за життєві досягнення                        | Виграла  |
| 1995                                          | An Evening with Lena Horne                          | Найкраще джазове вокальне виконання                 | Виграла  |
| "I Won't Leave You Again" (with Joe Williams) |                                                     |                                                     |          |

### Інші нагороди
| рік      | організація                                                   | Категорія                                        | Результат      | Примітки |
| -------- | ------------------------------------------------------------- | ------------------------------------------------ | -------------- | --- |
| 1957 рік | Нагороди Тоні                                                 | Найкраща жіноча роль                             | Номінант       | Ямайка |
| 1980 рік | Університет Говарда                                           | Почесний доктор                                  | Заслужений     | |
| 1980 рік | Drama Desk Awards                                             | Видатна актриса – мюзикл                         | Виграла        | Лена Хорн: Леді та її музика |
| 1980 рік | New York Drama Critics Circle Awards                          | Спеціальне цитування                             | Виграла        | Лена Хорн: Леді та її музика |
| 1981 рік | Нагороди Тоні                                                 | Спеціальне цитування                             | Виграла        | Лена Хорн: Леді та її музика |
| 1984 рік | Центр Джона Ф. Кеннеді </br> виконавське мистецтво            | Відзнаки Центру Кеннеді                          | Виграла        | За непересічний талант, креативність та наполегливість                                                                                     |
| 1985 рік | Премія Еммі                                                   | Лена Хорн: Леді та її музика                     | Номінант       | |
| 1987 рік | Американське товариство композиторів, </br> Автори та видавці | Нагорода ASCAP Pied Piper Award                  | Виграла        | Надається артистам, які зробили значний внесок у слова та музику                                                                           |
| 1994 рік | Премія Семмі Кана за життєві досягнення                       | Зал слави авторів пісень                         | Виграла        | |
| 1997 рік | Товариство співаків                                           | Премія Товариства співаків за життєві досягнення | Виграла        | для «якого співаки нагороджуються за їхній внесок у світ музики разом із самовідданими зусиллями на благо суспільства та всесвітніх справ» |
| 1999 рік | NAACP Image Award                                             | Видатний джазовий артист                         | Виграла        | |
| 2006 рік | Мартін Лютер Кінг молодший </br> Національне історичне місце  | Алея слави міжнародних громадянських прав        | Введений в дію | |
| ?        | Голлівудська торгова палата                                   | Голлівудська алея слави                          | Виграла        | Честь (фільми) |
| ?        | Голлівудська торгова палата                                   | Голлівудська алея слави                          | Виграла        | Честь (записи) |

## Фільмографія

### Фільми
- Cab Calloway's Jitterbug Party (1935, short subject)
- The Duke Is Tops (1938)
- Panama Hattie (1942)
- Cabin in the Sky (1943)
- Stormy Weather (1943)
- Thousands Cheer (1943)
- I Dood It (1943)
- Swing Fever (1943)
- Boogie-Woogie Dream (1944, short subject filmed in 1941)
- Broadway Rhythm (1944)
- Two Girls and a Sailor (1944)
- Studio Visit (1946) (short subject; featuring outtake from Cabin in the Sky)
- Поки пливуть хмари (1946)
- Ziegfeld Follies (1946)
- Words and Music (1948)
- Some of the Best (1949, short subject)
- Duchess of Idaho (1950)
- Meet Me in Las Vegas (1956)
- The Heart of Show Business (1957, short subject)
- Now! (1965) (short subject, voice only)
- Death of a Gunfighter (1969)
- The Wiz (1978)
- That's Entertainment! III (1994)
- Strange Frame (archive footage, 2012)

### Телебачення
- What's My Line? (as Mystery Guest, September 27, 1953)
- Шоу Еда Саллівана (January 6, 1957)
- "What's My Line?" (as Mystery Guest, March 2, 1958)
- The Judy Garland Show (as herself, October 13, 1963)
- The Perry Como Show (as herself, March 5, 1965)
- Sesame Street (as herself, Episode #5.1, November 19, 1973)
- Sanford & Son ("A Visit from Lena Horne" as herself, #2. January 12, 1973)
- The Muppet Show (as herself, 1976)
- Sesame Street (as herself, Episode #7.76, March 15, 1976)
- The Cosby Show ("Cliff's Birthday" as herself, May 9, 1985)
- Інший світ ("A Rock, a River, a Lena" as herself, July 1993)

## Дискографія

### Альбоми
- Moanin' Low ( RCA Віктор, 1942)
- Класика в блакитному (чорно-біле, 1947)
- Лена Хорн співає ( Tops, 1953)
- Це кохання (RCA Віктор, 1955)
- Лена Хорн (Tops, 1956)
- Ямайка з Рікардо Монтальбаном (RCA Віктор, 1957)
- Бурхлива погода (RCA Віктор, 1957)
- Лена Горн у Waldorf Astoria (RCA Віктор, 1957)
- Lena and Ivie with Ivie Anderson (Jazztone, 1957)
- I Feel So Smoochie (Лев, 1958)
- Give the Lady What She Wants (RCA Віктор, 1958)
- Пісні Берка та Ван Хойзена (RCA Victor, 1959)
- Поргі та Бесс з Гаррі Белафонте (RCA Віктор, 1959)
- Лена Хорн у пісках (RCA Віктор, 1961)
- Неповторна Лена Хорн із Філом Муром (Вибуховий, 1962)
- Лена. . . Мила і жива (RCA Віктор, 1962)
- Lena on the Blue Side (RCA Віктор, 1962)
- Чудово! (Баронет, 1962)
- Ось Лена зараз! ( 20th Century Fox, 1963)
- Розгойдується Лена Хорн ( «Коронет », 1963)
- Lena Horne Sings Your Requests ( MGM, 1963)
- Lena Like Latin (Статут CRC 1963)
- Глорія Лінн і Лена Хорн («Коронет», 1963)
- Незрівнянна Лена Хорн (Tops, 1963)
- Feelin' Good ( United Artists, 1965)
- Merry from Lena (United Artists, 1966)
- Душа (United Artists, 1966)
- Лена в Голлівуді (United Artists, 1966)
- The Horne of Plenty (Клуб світових рекордів 1966)
- Діна Вашингтон: Данина пам'яті з Реєм Чарльзом, Сарою Воган (Коронет, 1967)
- Мене звати Лена (United Artists, 1967)
- Lena & Gabor with Gábor Szabó ( Skye, 1970)
- Гаррі та Лена з Гаррі Белафонте (RCA, 1970)
- Дитина природи (Buddah, 1971)
- Лена ( Ember, 1971)
- Лена та Мішель з Мішелем Леграном (RCA Віктор, 1975)
- Лена: новий альбом (RCA, 1976)
- Захоплююча Лена Хорн (Трамплін, 1977)
- Кохання від Лени (Коала, 1979)
- Lena Horne: The Lady and Her Music ( Qwest, 1981)
- A Date with Lena Horne 1944 (Sunbeam, 1981)
- Один і єдиний ( Полідор, 1982)
- Тільки стоячі місця (Accord, 1982)
- Чоловіки в моєму житті (Три вишні, 1988)
- Лена ( Престиж, 1990)
- Ми знову будемо разом ( Blue Note, 1994)
- Вечір з Леною Хорн (Blue Note, 1995)
- Кабіна в небі (TCM, 1996)
- Чудова Олена (Государ, 1997)
- Бути собою (Blue Note, 1998)
- Повні чорно-білі записи (Simitar, 1999)
- Класична Лена Хорн (RCA, 2001)
- Stormy Weather (Bluebird, 2002)
- Seasons of a Life (Blue Note, 2006)

### Сингли
- "That's What Love Did to Me"/"I Take to You" (Decca)
- « Штормова погода » (1943)
- « One for My Baby (and One More for the Road) » (1945) № 21 Поп-музика США
- « 'Deed I Do » (1948) № 26 Поп-музика США
- « Люби мене або покинь мене » (1955) № 19 Поп-музика США
- "Зараз!" (1963) № 92 Поп-музика США
- «Watch What Happens» з Габором Сабо (1970) № 119 Поп-музика США

## Зовнішні посилання
- Лена Хорн на сайті IMDb (англ.)
- Лена Хорн на сайті Internet Broadway Database (англ.)
- Лена Хорн на сайті Discogs (англ.)
- Entry in the New Georgia Encyclopedia Archived October 18, 2012, at the Wayback Machine
- Biography
- Lena Horne Interview NAMM Oral History Library (1994)
- The story of her early life is retold in the radio drama "Negro Cinderella", a presentation from Destination Freedom